# Oreoglanis
Oreoglanis is een geslacht van straalvinnige vissen uit de familie van de zuigmeervallen (Sisoridae).

## Soorten
- Oreoglanis colurus Vidthayanon, Saenjundaeng & Ng, 2009
- Oreoglanis delacouri (Pellegrin, 1936)
- Oreoglanis frenatus Ng & Rainboth, 2001
- Oreoglanis heteropogon Vidthayanon, Saenjundaeng & Ng, 2009
- Oreoglanis hypsiurus Ng & Kottelat, 1999
- Oreoglanis immaculatus Kong, Chen & Yang, 2007
- Oreoglanis infulatus Ng & Freyhof, 2001
- Oreoglanis insignis Ng & Rainboth, 2001
- Oreoglanis jingdongensis Kong, Chen & Yang, 2007
- Oreoglanis laciniosus Vidthayanon, Saenjundaeng & Ng, 2009
- Oreoglanis lepturus Ng & Rainboth, 2001
- Oreoglanis macronemus Ng, 2004
- Oreoglanis macropterus (Vinciguerra, 1890)
- Oreoglanis majusculus Linthoingambi & Vishwanath, 2011
- Oreoglanis nakasathiani Vidthayanon, Saenjundaeng & Ng, 2009
- Oreoglanis setiger Ng & Rainboth, 2001
- Oreoglanis siamensis Smith, 1933
- Oreoglanis sudarai Vidthayanon, Saenjundaeng & Ng, 2009
- Oreoglanis suraswadii Vidthayanon, Saenjundaeng & Ng, 2009
- Oreoglanis tenuicauda Vidthayanon, Saenjundaeng & Ng, 2009
- Oreoglanis vicinus Vidthayanon, Saenjundaeng & Ng, 2009